# Повздовжньо-стругальні верстати

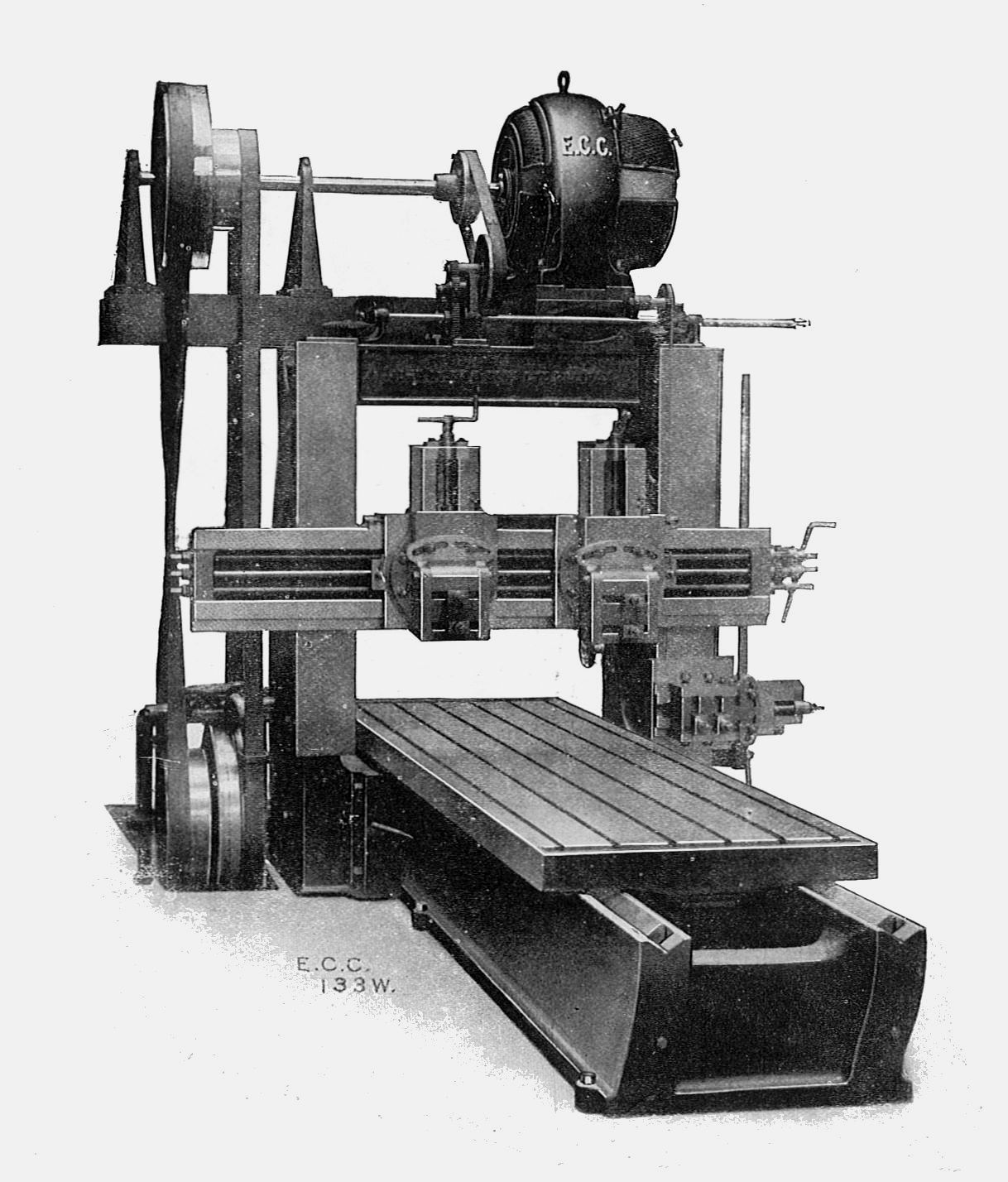
Двостоєчний поздовжньо-стругальний верстат (1920)

Поздовжньо-стругальні верстати призначені для утворення плоских поверхонь на заготовках, які або неможливо, або незручно обробляти на фрезерних верстатах. Поздовжньо-стругальні верстати застосовуються на заводах середнього та важкого машинобудування в умовах індивідуального та дрібносерійного виробництва, а також у ремонтних цехах. На даних верстатах можна проводити чорнове та чистове стругання, а також фінішне стругання поверхонь із високою точністю та чистотою.
Заготовка, яка підлягає обробці, закріплюється на столі-верстаті, який робить зворотно-поступальний рух біля нерухомого різцевого супорта. Стружка знімається нерухомим різцем (або різцями) лише під час робочого ходу столу — хід уперед. Подача різця відбувається на кожен крок зазвичай під час реверсування столу зі зворотного ходу на робочий, тобто перед початком робочого ходу столу.
Внаслідок обробки на повздовжньо-стругальних верстатах отримуються дуже точні поверхні, які піддаються пришабровуванню легше, ніж фрезеровані поверхні.
Поздовжньо-стругальні верстати характеризуються найбільшою довжиною (хід столу) та найбільшою шириною стругання, а також найбільшою висотою підйому поперечини (траверси) з супортами: від цих величин залежать найбільші розміри заготовок, які можна оброблювати на даному верстаті.
Залежно від устрою поперечини розрізняють двостійкові верстати, у яких поперечина підтримується двома стійками, та одностійкові.